# Indio
Indio és una població dels Estats Units a l'estat de Califòrnia. Segons el cens del 2006 tenia 81.512 habitants.

## Demografia
Segons el cens del 2000, Indio tenia 49.116 habitants, 13.871 habitatges, i 11.069 famílies. La densitat de població era de 710,5 habitants/km².
Dels 13.871 habitatges en un 48,2% hi vivien nens de menys de 18 anys, en un 55,9% hi vivien parelles casades, en un 16,7% dones solteres, i en un 20,2% no eren unitats familiars. En el 16% dels habitatges hi vivien persones soles el 7% de les quals corresponia a persones de 65 anys o més que vivien soles. El nombre mitjà de persones vivint en cada habitatge era de 3,48 i el nombre mitjà de persones que vivien en cada família era de 3,88.
Per edats la població es repartia de la següent manera: un 35,3% tenia menys de 18 anys, un 11,1% entre 18 i 24, un 29,4% entre 25 i 44, un 15,2% de 45 a 60 i un 9,1% 65 anys o més.
L'edat mediana era de 27 anys. Per cada 100 dones de 18 o més anys hi havia 98,8 homes.
La renda mediana per habitatge era de 34.624 $ i la renda mediana per família de 35.564 $. Els homes tenien una renda mediana de 25.651 $ mentre que les dones 21.093 $. La renda per capita de la població era de 13.525 $. Entorn del 16,8% de les famílies i el 21,5% de la població estaven per davall del llindar de pobresa.

## Música
A prop d'aquesta ciutat se celebra el festival musical Coachella.

## Poblacions més properes
El següent diagrama mostra les poblacions més properes.